# 이다텐~도쿄 올림픽 이야기~
《이다텐~도쿄 올림픽 이야기~》(일본어: いだてん〜東京オリムピック噺〜 이다텐 도쿄오린핏크바나시[*])는 2019년 뱡송되었던 NHK의 58번째 대하드라마이다.

## 기획 의도
- 일본의 마라톤 선수가 최초로 참여한 1912년 스톡홀름 올림픽을 시작으로 1964년 도쿄 올림픽까지, 올림픽을 대회를 중심으로 본 일본의 50년 근현대사를 다룬 대하 드라마

## 방송 시간
- NHK 종합 - 매주 일요일 8시 (총 47부작, 분량 시간 45분)
- NHK BS4K - 매주 일요일 9시 ~ 9시 45분
- NHK BS프리미엄 - 매주 일요일 6시 ~ 6시 45분

## 등장인물
카나쿠리 시조 - 나카무라 칸쿠로

타바타 마사지 - 아베 사다오

하루노 스야 - 아야세 하루카

미시마 야히코 - 이쿠타 토마

시마 - 스기사키 하나

노구치 겐자부로 - 나가야마 켄토

미카와 히데노부 - 카츠지 료

오오모리 효조 - 다케노우치 유타카

카나쿠리 사네츠구 - 나카무라 시도

오오모리 아니코 - 샬럿 케이트 폭스

카니 이사오 - 후루타치 칸지

쿠로사카 신사쿠 - 피에르 타키

나가이 도메이 - 스기모토 텟타

이케베 이쿠에 - 오오타케 시노부

카노 지고로 - 야쿠쇼 코지

코콘테이 신쇼 - 비트 타케시

미노베 코조 - 모리야마 미라이

고린 - 카미키 류노스케

코메 - 하시모토 아이

세이상 - 미네타 카즈노부

치에 - 카와에이 리나

타치바나야 엔쿄 - 마츠오 스즈키

## 시청률
최저 시청률과 최고 시청률은 시청률 조사회사와 지역별로 시청률에 차이가 있을 수 있습니다.
| 방송회차               | 방송일                 | 서브타이틀                                      | 연출                   | 기행지                                      | 시청률                 |
| 제1부 카나구리 시조 편 | 제1부 카나구리 시조 편 | 제1부 카나구리 시조 편                          | 제1부 카나구리 시조 편 | 제1부 카나구리 시조 편                      | 제1부 카나구리 시조 편 |
| ---------------------- | ---------------------- | ----------------------------------------------- | ---------------------- | ------------------------------------------- | ---------------------- |
| 제01회                 | 01月06日               | 동트기 전（夜明け前）                           | 井上剛                 | 가노 지고로 & 이노우에 야스오               | 15.5%                  |
| 제02회                 | 01月13日               | 도련님（坊っちゃん）                            | 井上剛                 | 카나구리의 고향을 찾아                      | 12.0%                  |
| 제03회                 | 01月20日               | 모험세계（冒険世界）                            | 西村武五郎             | 텐구 클럽                                   | 13.2%                  |
| 제04회                 | 01月27日               | 오줌싸개 소년（小便小僧）                       | 一木正恵               | 지방 빼기 주법                              | 11.6%                  |
| 제05회                 | 02月03日               | 비에도 지지 않고（雨ニモマケズ）                | 井上剛                 | 하네다 운동장                               | 10.2%                  |
| 제06회                 | 02月10日               | 오오에도 니혼바시（お江戸日本橋）               | 西村武五郎             | 니혼바시                                    | 09.9%                  |
| 제07회                 | 2月17日                | 이상한 두 사람（おかしな二人）                  | 一木正恵               | 다카하시 다이스케 & 지역 지원               | 09.5%                  |
| 제08회                 | 2月24日                | 수만의 적（敵は幾万）                           | 井上剛                 | 구 신바시 정거장                            | 09.3%                  |
| 제09회                 | 3月03日                | 안녕 시베리아 철도（さらばシベリア鉄道）        | 大根仁                 | 오모리 부부                                 | 09.7%                  |
| 제10회                 | 3月10日                | 한여름 밤의 꿈（真夏の夜の夢）                  | 西村武五郎             | 스톡홀름                                    | 08.7%                  |
| 제11회                 | 3月17日                | 백년의 고독（百年の孤独）                       | 西村武五郎             | 100년후의 이다 텐                           | 08.7%                  |
| 제12회                 | 3月24日                | 태양이 한 가득（太陽がいっぱい）                | 一木正恵               | 마라톤 코스                                 | 09.3%                  |
| 제13회                 | 3月31日                | 부활（復活）                                    | 井上剛                 | 라자루                                      | 08.5%                  |
| 제14회                 | 4月14日                | 새로운 세계（新世界）                           | 井上剛 大根仁          | 일본의 체육 교육                            | 09.6%                  |
| 제15회                 | 4月21日                | 아아 결혼（あゝ結婚）                           | 一木正恵               | 카나구리의 고향을 찾아                      | 08.7%                  |
| 제16회                 | 4月28日                | 베를린 장벽（ベルリンの壁）                     | 大根仁                 | 다카다 나카 & 잃어버린 목표                 | 07.1%                  |
| 제17회                 | 5月05日                | 언제나 둘이서（いつも2人で）                    | 一木正恵               | 도카이도 53차 역전                          | 07.7%                  |
| 제18회                 | 5月12日                | 사랑의 꿈（愛の夢）                             | 松木健祐               | 하리마야 슈즈                               | 08.7%                  |
| 제19회                 | 5月19日                | 하코네 역전（箱根駅伝）                         | 大根仁                 | 하코네 역전 이마이 마사토                   | 08.7%                  |
| 제20회                 | 5月26日                | 사랑의 편도표（恋の片道切符）                   | 大根仁                 | 일본 최초의 메달리스트 구마가에 이치야      | 08.6%                  |
| 제21회                 | 6月02日                | 벚꽃의 정원（櫻の園）                           | 西村武五郎             | 여자 스포츠와 사와 호마레                   | 08.5%                  |
| 제22회                 | 6月09日                | 비너스의 탄생（ヴィーナスの誕生）               | 林啓史                 | 니카이도 도요쿠와 일본여자체육대학          | 06.7%                  |
| 제23회                 | 6月16日                | 대지（大地）                                    | 井上剛                 | 료운카쿠                                    | 06.9%                  |
| 제24회                 | 6月23日                | 씨를 뿌리는 사람（種まく人）                    | 一木正恵               | 간토 대지진과 부흥                          | 07.8%                  |
| 제2부 타바타 마사지 편 |                        |                                                 |                        |                                             |                        |
| 제25회                 | 6月30日                | 시대는 변한다（時代は変る）                     | 井上剛                 | 다바타 마사지                               | 08.6%                  |
| 제26회                 | 7月07日                | 내일없는 폭주（明日なき暴走）                   | 大根仁                 | 히토미 기누에와 아리모리 유코               | 07.9%                  |
| 제27회                 | 7月14日                | 주체 눈（替り目）                               | 大根仁                 | 일본영법                                    | 07.6%                  |
| 제28회                 | 7月28日                | 달려라 대지를（走れ大地を）                     | 桑野智宏               | 이누카이 쓰요시                             | 07.8%                  |
| 제29회                 | 08月04日               | 꿈의 캘리포니아（夢のカリフォルニア）           | 西村武五郎             | 1932년 하계 올림픽 리틀 도쿄와 선수촌       | 07.8%                  |
| 제30회                 | 08月11日               | 황금광 시대（黄金狂時代）                       | 津田温子               | 1932년 하계 올림픽 수영장과 기타지마 고스케 | 05.9%                  |
| 제31회                 | 08月18日               | 탑 오브 더 월드（トップ・オブ・ザ・ワールド）   | 西村武五郎             | 1932년 하계 올림픽 경기장과 일본계          | 07.2%                  |
| 제32회                 | 08月25日               | 독재자（独裁者）                                | 大根仁                 | 기시 세이치                                 | 05.0%                  |
| 제33회                 | 09月01日               | 인의없는 싸움（仁義なき戦い）                   | 桑野智宏               | 도쿄 유치                                   | 06.6%                  |
| 제34회                 | 09月08日               | 226                                             | 一木正恵               | 유치 활동과 라투르                          | 09.0%                  |
| 제35회                 | 09月15日               | 민족의 제전（民族の祭典）                       | 井上剛                 | 올림픽 영화의 역사                          | 06.9%                  |
| 제36회                 | 09月22日               | 마에하타 힘내라（前畑がんばれ）                 | 大根仁 井上剛          | 마에하타 히데코                             | 07.0%                  |
| 제37회                 | 09月29日               | 최후의 만찬（最後の晩餐）                       | 井上剛                 | 가노 지고로와 야마시타 야스히로 씨          | 05.7%                  |
| 제38회                 | 10月06日               | 긴 이별（長いお別れ）                           | 西村武五郎             | 가이엔 경기장의 역사와 전몰 올림픽          | 06.2%                  |
| 제39회                 | 10月13日               | 그리운 만주（懐かしの満州）                     | 大根仁 渡辺直樹        | 신쇼                                        | 03.7%                  |
| 제40회                 | 10月27日               | 백 투 더 퓨처（バック・トゥ・ザ・フューチャー） | 井上剛                 | 히라사와 가즈시게와 이소무라 히사노리 씨    | 07.0%                  |
| 제41회                 | 11月03日               | 나는 따르라!（おれについてこい！）              | 一木正恵               | 이와타 유키아키                             | 6.6%                   |
| 제42회                 | 11月10日               | 도쿄 방랑자（東京流れ者）                       | 北野隆                 | 픽토그램                                    | 06.3%                  |
| 제43회                 | 11月17日               | 헬프!（ヘルプ!）                                | 津田温子               | 아즈마 료타로                               | 06.1%                  |
| 제44회                 | 11月24日               | 우리들의 실패（ぼくたちの失敗）                 | 大根仁                 | 타바타 마사지                               | 06.1%                  |
| 제45회                 | 12月01日               | 불새（火の鳥）                                  | 一木正恵               | 토요노마조                                  | 06.1%                  |
| 제46회                 | 12月08日               | 불의 전차（炎のランナー）                       | 西村武五郎             |                                             |                        |
| 최종회                 | 12月15日               | 시간아 멈춰라（時間よ止まれ）                   | 井上剛                 |                                             |                        |

## 참고 사항
- NHK 대하드라마 사상 최저 시청률이 기록되었으며, 저조한 성적하였다.

## 같이 보기
- 2020년 하계 올림픽